# یوتا کرست
یوتا کرست (آلمانی: Jutta Kirst؛ زادهٔ ۱۰ نوامبر ۱۹۵۴) ورزشکار پرش ارتفاع زن اهل آلمان بود.